# Мбола, Эммануэль
Эммануэ́ль Мбола́ (англ. Mbola, Emmanuel; 10 мая 1993, Кабве, Замбия) — замбийский футболист, защитник клуба «Хапоэль» из Раанана. Выступал в национальной сборной Замбии.

## Клубная карьера
Мбола начал свою карьеру в 2007 году в замбийском клубе «Майнинг Рейнджерс». Контракт с «Пюником» был подписан в мае 2009 года. Юный возраст футболиста не стал предкновением. Его техника и дриблинг завоевали сердца тренеров и болельщиков ереванского клуба. С завидной периодичностью он начал попадать в основной состав. В некоторых моментах его мастерство решало судьбу матча в целом.
После игр в Кубке Африке за сборную Замбии в британской газете «Daily Mirror» появилась статья, что футболистом интересуется лондонский «Тоттенхэм», в котором он проходит просмотр. Также в статье была указана сумма трансфера (1 миллион фунтов). Однако позже Гарри Реднапп, главный тренер «Тоттенхэма», опроверг данную информацию, сказав, что он даже не знает такого игрока.
Позже появилась информация, что всю эту историю затеяла определённая группа людей во главе с Элиая Челише, которая продала футболиста в «Пюник». Воспользовавшись успешным выступлением сборной Замбии и игрой Мбола на Кубке Африки, они решили повторно продать игрока, теперь уже в английский клуб, коим оказался «Тоттенхэм». Однако, впоследствии англичане разобрались в данной ситуации и прекратили переговоры. Делами Эммануэля Мбола занимается Агентская компания ESA (European Sport Agency), которая собственная и открыла суть этого дела. В настоящий момент у Мбола есть предложения ряда европейских клубов c которыми он ведёт переговоры,
однако, в настоящее время он играет в «TP Мазембе» из Демократической Республики Конго.

## Международная карьера
Мбола сыграл свой первый международный матч за Замбию в квалификационном турнире Кубка мира против Египта 29 марта 2008 года. По состоянию на 25 января 2010 года, он сыграл 20 международных матчей за Замбию, в том числе четыре игры в 2010 году на Кубке африканских наций. В возрасте 16 лет восьми месяцев и трёх дней он стал вторым самым молодым игроком, участвовавшим в Кубке африканских наций, после Шивы Н’Зигу из Габона.

## Агент
Агентом Мбола является Арташес Амалян (Россия) из Европейского спортивного агентства.

## Достижения
- Чемпион Армении: 2009
- Обладатель Кубка Армении: 2009
- Финалист Суперкубка Армении: 2009